# 薩利亞萬卡內山
14°09′33″S 70°42′44″W / 14.15917°S 70.71222°W
薩利亞萬卡內山（Salla Huancane），是秘魯的山峰，位於該國東南部普諾大區，由梅爾加省的努尼奧瓦區負責管轄，屬於韋爾卡努塔山脈的一部分，海拔高度約5,000米。